# Amt Crivitz
Das Amt Crivitz ist ein Amt im Landkreis Ludwigslust-Parchim in Mecklenburg-Vorpommern. Es hat seinen Verwaltungssitz in Crivitz. Im Westen grenzen der Schweriner See und die Landeshauptstadt Schwerin an den Amtsbezirk.

## Die Gemeinden mit ihren Ortsteilen
- Banzkow mit Goldenstädt, Jamel und Mirow
- Barnin mit Hof Barnin
- Bülow (bei Crivitz) mit Prestin und Runow
- Cambs mit Ahrensboek, Brahlstorf, Karnin, Kleefeld und Siedlung Kleefeld
- Crivitz mit Augustenhof, Badegow, Basthorst, Gädebehn, Immenhof, Kladow, Krudopp, Militzhof, Muchelwitz, Radepohl, Rönkendorfer Mühle und Wessin
- Demen mit Buerbeck, Klaushof, Kobande und Venzkow
- Dobin am See mit Alt Schlagsdorf, Buchholz, Flessenow, Liessow, Rautenhof, Neu Schlagsdorf, Retgendorf und Rubow
- Friedrichsruhe mit Frauenmark, Friedrichsruhe Dorf, Friedrichsruhe Hof, Goldenbow, Neu Ruthenbeck und Ruthenbeck
- Gneven mit Vorbeck
- Langen Brütz mit Kritzow
- Leezen (Mecklenburg) mit Görslow, Görslow Siedlung, Panstorf, Rampe und Zittow
- Pinnow (bei Schwerin) mit Godern, Neu Godern und Petersberg
- Plate mit Consrade und Peckatel
- Raben Steinfeld
- Sukow mit Zietlitz
- Tramm (Mecklenburg) mit Bahlenhüschen, Göhren und Settin
- Zapel mit Hof Zapel

## Geschichte
Das Amt entstand zum 1. Januar 2014 aus dem Zusammenschluss der bisherigen Ämter Banzkow, Crivitz und Ostufer Schweriner See. Crivitz ist neuer Verwaltungssitz, Leezen und Banzkow (die ehemaligen Verwaltungssitze der Ämter Ostufer Schweriner See und Banzkow) sind Sitze von Bürgerbüros.

## Amtliche Zeichen
Das Amt verfügt über kein amtlich genehmigtes Hoheitszeichen, weder Wappen noch Flagge. Als Dienstsiegel wird das kleine Landessiegel mit dem Wappenbild des Landesteils Mecklenburg geführt. Es zeigt einen hersehenden Stierkopf mit abgerissenem Halsfell und Krone und der Umschrift „AMT CRIVITZ“.

## Brandschutz
Für die Stadt Crivitz und die Gemeinden des Amtes Crivitz gibt es 28 Freiwillige Feuerwehren, die die Hilfe bei Bränden und anderen Notlagen sicherstellen.
Amtswehrführer ist ABM Markus Eichwitz, seine Stellvertreter sind HBM Tim Kuhlmann und HBM Andreas Dauck.
| Stadt/Gemeinde           | Freiwillige Feuerwehr                       |
| ------------------------ | ------------------------------------------- |
| Stadt Crivitz            | Crivitz, Gädebehn, Wessin                   |
| Gemeinde Banzkow         | Banzkow, Goldenstädt, Mirow                 |
| Gemeinde Barnin          | Barnin                                      |
| Gemeinde Bülow           | Bülow                                       |
| Gemeinde Cambs           | Cambs                                       |
| Gemeinde Demen           | Demen                                       |
| Gemeinde Dobin am See    | Liessow, Neu Schlagsdorf, Retgendorf, Rubow |
| Gemeinde Friedrichsruhe  | Goldenbow                                   |
| Gemeinde Gneven          | Gneven                                      |
| Gemeinde Langen Brütz    | Langen Brütz                                |
| Gemeinde Leezen          | Görslow, Leezen, Rampe, Zittow              |
| Gemeinde Pinnow          | Pinnow                                      |
| Gemeinde Plate           | Plate                                       |
| Gemeinde Raben Steinfeld | Raben Steinfeld                             |
| Gemeinde Sukow           | Sukow                                       |
| Gemeinde Tramm           | Göhren Tramm                                |
| Gemeinde Zapel           | Zapel                                       |